# Gino Arrighi
Gino Arrighi (Lucca, 16 luglio 1906 – Lucca, 2001) è stato un matematico italiano, e in particolare uno storico della scienza e della matematica del medioevo. Pubblicò in tutto una ventina di trattati e duecento saggi.

## Biografia
Gino Arrighi studiò nella sezione di matematica dell'Istituto Tecnico F. Carrara di Lucca e si laureò in Matematica all'Università di Pisa nel 1928. 
Grazie al suo incitamento e al suo entusiasmo, nel 1980 fu fondato a Siena da Laura Toti Rigatelli e da Raffaella Franci il Centro Studi della Matematica Medioevale, che ha curato diversi trattati dei secoli XIV, XV e XVI.
Importanti i suoi contributi per la conoscenza degli scienziati lucchesi.

## Pubblicazioni maggiori
- Attorno a tre manoscritti matematici dell'Archivio di Stato di Pisa, in "Bollettino Storico Pisano", XXXIII-XXXV (1964), pp. 195-205
- Il "libro d'arismetria" del Petriboni (prima metà del Quattrocento), in "Bollettino Storico Pisano", XLVIII (1979), pp. 65-88
- La matematica in Pisa nel Quattrocento (Il Cod. L. VI 46 della Biblioteca degli Intronati di Siena), in "Bollettino Storico Pisano", XL-XLI (1971), pp. 127-140
- Squarci di vita scientifica del Settecento, in "Bollettino Storico Pisano", XXXVI-XXXVIII (1967), pp. 143-148
- Sull'usura in Lucca nell'XI secolo, in "Bollettino Storico Pisano", XLIII (1974), pp. 21-37
- Sulle origini della Specula Academia, in "Bollettino Storico Pisano", n. s., XI-XII-XIII (1942), pp. 199-213

Notes: Volume monografico Studi sulla storia dell'Università di Pisa, Pisa: ETS,1994 (dedicato al sesto centenario dell'Università di Pisa, Giardini, Pisa 1945) 
- Un abaco di Piero Maria Calandri (Il Codice Ashburnhamiano 279 della Biblioteca Laurenziana di Firenze), in "Bollettino Storico Pisano", XLIV-XLV (1975), pp. 9-34